# Francesco Bianciardi
Francesco Bianciardi, noto anche come Bianchardus, Bianciarcus e Blanchardus (Casole d'Elsa, 1570 – Siena, 1607), è stato un organista e compositore italiano.

## Biografia
Nel 1596 era organista e dal 1597 maestro di cappella della cattedrale di Siena. Membro dell'accademia degli Intronati di questa città col nome di "Accordato" (nel 1601 ne fu eletto capo), ottimo organista, il Banchieri lo pone anche tra i migliori compositori del suo tempo, insieme con Viadana e Agazzari. Fu tra i primi a introdurre il basso numerato.

## Opere
- Sacrarum modulationum, quae vulga motecta 4-8 voci concinuntur, 4 libri (1596,1601,1607,1608: i primi tre perduti)
- I Libro de Madrigali a 5 voci (1597)
- Vespertina omnium solemnitatum psalmodia a 4 voci (1604)
- Missarum 4 et 8 vocibus, Liber Primus (1605)
- Canzonette Spirituali a 3 voci libro primo (1606)
- Breve regola per imparar'a sonare sopra il Basso con ogni sorta d'istrumento[1] (Siena, 1607)